# Parafia Świętych Apostołów Szymona i Judy Tadeusza w Kozach
Parafia pw. Świętych Apostołów Szymona i Judy Tadeusza w Kozach – parafia rzymskokatolicka znajdująca się w Kozach. Należy do dekanatu Bielsko-Biała III-Wschód diecezji bielsko-żywieckiej.
Została po raz pierwszy wzmiankowana w spisie świętopietrza parafii dekanatu Oświęcim diecezji krakowskiej z 1326 pod dwiema nazwami Duabuscapris seu [lub] Siffridivilla. Następnie w kolejnych spisach świętopietrza z lat 1346–1358 pod nazwami Duabus Capris (z adnotacją, że to późniejsze Dwecoz/Dwekos/Dwekoz).
W 1990 roku na spotkaniu z okazji Święta Kolejarza zorganizowanym przez proboszcza parafii zrodziła się inicjatywa powołania organizacji, która byłaby kontynuatorką działalności przedwojennego Stowarzyszenia „Zgoda”. Zorganizowano zbiórkę pieniężną na ufundowanie sztandaru, który wykonały siostry zakonne ze Zgromadzenia Sióstr św. Elżbiety w Cieszynie według projektu miejscowych plastyków Doroty Smorońskiej (lewy płat) i Janusza Knycza (prawy płat). Sztandar został poświęcony 25 listopada 1992 roku. Po opracowaniu statutu przez Komitet Założycielski i uzgodnieniu go z Kurią Metropolitalną w Krakowie, 25 listopada 1993 roku odbyło się spotkanie w Domu Katechetycznym przy parafii, na którym 26 osób – czynnych i emerytowanych pracowników kolejowych mieszkających na terenie miejscowości – złożyło deklarację przynależności do Stowarzyszenia Kolejarzy Katolickich (SKK). Poczet sztandarowy SKK od 1993 roku uczestniczy w różnych uroczystościach religijnych m.in. pogrzebach członków i ich rodzin, a także związanych z rocznicami państwowymi. 26 września 1993 roku poczet sztandarowy wziął udział w uroczystości koronacji figury Matki Bożej Bolesnej w bazylice Nawiedzenia Najświętszej Maryi Panny w Bielsku-Białej, a delegacja kolejarzy z Kóz złożyła w ofierze kielich i stułę ufundowane przez kolejarzy z rejonu bielskiego.